# Sindrome di Lucey-Driscoll
La sindrome di Lucey-Driscoll è una malattia metabolica rara genetica a trasmissione autosomica recessiva che riguarda la sintesi di enzimi coinvolti nel metabolismo della bilirubina. È uno dei disordini classificati tra le cause di iperbilirubinemia indiretta neonatale transitoria a carattere familiare.

## Eziologia
La malattia è causata da una mutazione del gene UGT1A1 che codifica per l'enzima UGT-1A, lo stesso coinvolto nella patogenesi della sindrome di Crigler-Najjar e della sindrome di Gilbert. La malattia è congenita, sebbene possa essere anche scatenata dal passaggio di steroidi dalla madre al figlio durante l'allattamento materno.

## Clinica
Il neonato si presenta itterico e letargico e, se non trattato, può andare incontro a convulsioni, kernittero e morte.

## Trattamento
La terapia si basa sulla fototerapia e sull'eventuale exsanguinotrasfusione.